# Gazprom Neft
Gazprom Neft este o companie petrolieră din Rusia, a patra ca mărime în acest domeniu.
Este deținută de gigantul Gazprom.
Compania provine din Sibneft, fosta societate petrolieră a oligarhului Roman Abramovici.
Aceasta a fost cumpărată de către Gazprom în anul 2005 pentru 13,1 miliarde de dolari.
Compania a avut în anul 2013 un profit net de 5 miliarde de dolari, la venituri de 42,4 miliarde de dolari.

## Gazprom Neft în Serbia
Gazprom Neft deține în Serbia compania NIS Petrol, la care a preluat pachetul majoritar în anul 2008.
Autoritățile sârbe au anunțat în august 2014 că investighează privatizarea NIS.
Privatizarea s-a făcut într-un moment în care Serbia se baza pe dreptul de vot al Rusiei în Consiliul de Securitate al ONU pentru a bloca o declarație de independență a Kosovo la ONU.
Vânzarea a făcut parte dintr-un acord mai amplu între Rusia și Serbia, care a inclus și angajamentul de a a construi prin Serbia gazoductul South Stream.

## Gazprom Neft în România
Gazprom Neft este prezentă în România, prin compania sârbă NIS Petrol.
În august 2014, NIS Petrol deținea 15 stații de distribuție a carburanților în România, sub brandul Gazprom, precum și concesiunea a șase perimetre petrolifere de explorare în vestul României.